# Leck (Nordfriesland)
Leck (dänisch: Læk, nordfriesisch: Leek) ist eine Gemeinde im Norden des Kreises Nordfriesland. Die Gemeinde ist ein Unterzentrum im Sinne des Raumordnungsplanes für das Land Schleswig-Holstein.

## Geografie

### Geografische Lage
Das Gemeindegebiet von Leck erstreckt sich beim Übergang der Lecker Au von der Lecker Geest in die südwestlich daran anschließende Nordfriesische Marsch im Schnatebüller- und Klixbüller Koog. Die Deutsch-dänische Grenze verläuft (Luftlinie) in etwa 13 km Entfernung weiter nördlich. Die Gemeinde liegt im Nordwesten des schleswigschen Geestrückens. Südlich erstreckt sich der für Schleswig-Holstein relativ große Langenberger Forst.

### Gemeindegliederung
Die Orte Klintum und Oster-Schnatebüll (nordfriesisch Ååster-Snootebel, dänisch Øster Snattebøl) sowie die Siedlungen und Hofstellen Hyholm (dän. Højholm), Karlsmark (Kjølsmark), Leckeng (Lækeng), Leckfeld-Nord, Ründel (Rønned, auch Ryndel) und Wielberg liegen im Gemeindegebiet.

### Nachbargemeinden
Direkt angrenzende Gemeindegebiete von Leck sind:
| Klixbüll       | Tinningstedt, Karlum                        | Achtrup            |
| Risum-Lindholm | Kompassrose, die auf Nachbargemeinden zeigt | Sprakebüll, Stadum |
| Stedesand      | Enge-Sande                                  |                    |

### Klima
Mit durchschnittlich 82 Tagen unter 0 °C ist Leck einer der „kältesten“ Orte Schleswig-Holsteins.

## Geschichte

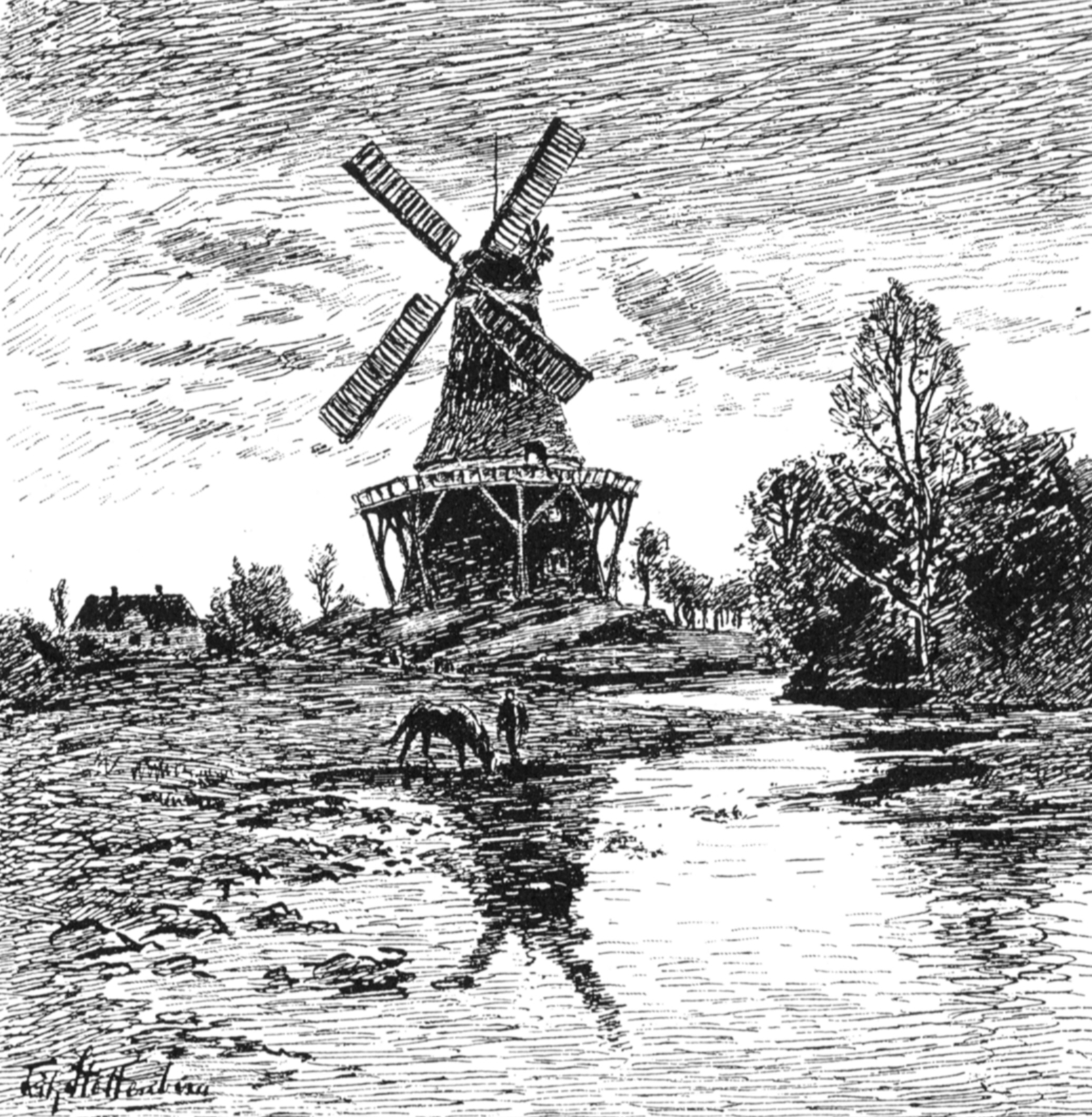
Lecker Windmühle um 1895

### Mittelalter
Erwähnt wird Leck zunächst in einer alten Sage. Nach dieser soll sich um 1100 auf Befehl des Herzogs von Schleswig Knud Laward ein aus Leck stammender Ritter Fleno beim dreißig Kilometer entfernten Ort Flensburg niedergelassen haben, weshalb besagte Stadt nach ihm benannt wurde. Die erste urkundliche Erwähnung von Leck erfolgte 1231 als Königsgut in mittlerer Größe im Erdbuch des dänischen Königs Waldemar II. Zur damaligen Zeit gehörte Leck zum Herzogtum Schleswig. Aufgrund dieser Urkunde konnte 1981 das 750-jährige Bestehen des Ortes gefeiert werden. Leck ist der alte Hauptkirch-, Verwaltungs- und Marktort der Karrharde, des Gebiets nördlich und südlich der Gemeinde.
Archäologische Funde datieren die Burg Leckhuus auf das 11. Jahrhundert. Sie diente einem königlichen Vogt als Herberge und Wehranlage zur Überwachung des westlichen Ochsenweges, der über Ribe und Tondern in Dänemark sowie über Leck in Nordfriesland und Husum nach Wedel bei Hamburg führte. Auf einem Gemälde des Malers Hans Peter Feddersen aus Westerschnatebüll wurde der westliche Ochsenweg bei Leck in den Jahren 1869 und 1894 dokumentiert. Forschungen lassen die Vermutung zu, dass in der Mitte des 1. Jahrtausends Reisende nach Britannien auch vom Hafen in Leck aufbrachen und über die Lecker Au, vorbei an den Inseln Föhr und Amrum, die Nordsee erreichten. Der Hafen verlor wegen Versandung seine Bedeutung im 15. Jahrhundert. Trotzdem nahm der Handel stetig zu.

### Neuzeit
Im Jahre 1689 wurde dem Ort durch den damaligen Herzog in den gottorfschen Anteilen in den Herzogtümern Schleswig und Holstein, Christian Albrecht, die Marktgerechtigkeit urkundlich zugebilligt. Die Handwerks- und Handelsbetriebe wurden zahlreicher und vielfältiger. Es siedelten sich Sattler, Schmiede und Stellmacher, Färber, Schneider und Schuster, Tischler, Drechsler und andere Berufstätige an. Auch gab es ein Krankenhaus, Apotheke, Post und Schule. Mit der Entwicklung der Dampfmaschine kamen eine Maschinenfabrik, eine Spinnerei und eine Tuchfabrik nach Leck.
Während des Zweiten Weltkrieges wurde in Leck der Fliegerhorst Leck der damaligen Reichsluftwaffe errichtet. 1959 wurde die Gemeinde Leck erneut Garnisonsort. Durch den hierdurch ausgelösten starken Bevölkerungszuwachs mit jungen Familien mit Kindern wurde die Gemeinde vor große kommunalpolitische Herausforderungen gestellt. Das Aufklärungsgeschwader 52 mit 44 in Leck stationierten Aufklärungsflugzeugen des Typs McDonnell RF-4E („Phantom“) wurde 1993/94 aufgelöst. Mit deutlich verringerter Personalstärke belegte danach die Flugabwehrraketengruppe 39 den Flugplatz Leck. Später wurden die Flugabwehrraketengruppe 39 (FlaRakGrp) aus Leck und die FlaRakGrp 41 aus Wangerland zur FlaRakGrp 11 am Standort Stadum/Leck zusammengefasst. Nach Auflösung der FlaRakGrp 11 und Standortwechsel der Flugabwehrraketengruppe 25 aus Barnstorf/Eidelstedt/Ahlhorn wurde diese am Standort Leck und Stadum stationiert und neu aufgestellt. Am 11. Dezember 2012 wurde mit einem Schlussappell die Flugabwehrraketengruppe 25 zum 31. Dezember 2012 aufgelöst.
Mit der Unterzeichnung eines städtebaulichen Vertrages am 13. März 2017 zwischen den drei Anliegergemeinden Leck, Tinningstedt und Klixbüll auf der einen und der Eigentümerin der Fläche, der Bundesanstalt für Immobilienaufgaben (BIMA), wurde die Konversion dieser ehemaligen Militärfläche vorangetrieben. Bereits im Jahr 2016 stellten die drei Gemeinden Flächennutzungspläne für die Projekte „Gewerbepark Südtondern“ und „Airpark Südtondern“ auf.
Leck war von 1889 bis 1966 Sitz des gleichnamigen Amtsbezirks bzw. Amtes. Mit Auflösung des Amtes wurde Leck amtsfreie Gemeinde mit eigener hauptamtlicher Verwaltung.
Zum 1. Januar 2008 bildete die Gemeinde zusammen mit der Stadt Niebüll und den Gemeinden der Ämter Bökingharde, Karrharde, Süderlügum und Wiedingharde das Amt Südtondern.

### Ortsnamen
Der Ortsname Leck geht eventuell auf altdänisch lækky zurück, was den Mündungsarm eines Flusses beschreibt. Der Name bezeichnet somit vermutlich ursprünglich die Lecker Au. Auch möglich ist die Deutung auf altnordisch leka für lecken, rinnen, demnach würde Leck etwa Ort am vorbeifließenden Wasser bedeuten. Der Ortsname Schmörholm wurde 1466 erstmals schriftlich festgehalten und leitet sich von dän. smør für Butter in der Bedeutung (Boden-)Fruchtbarkeit ab, eventuell steht der Name hierbei auch in Verbindung mit einem heidnischen Butteropfer.

### Eingemeindungen
Am 1. Januar 1974 wurden die damaligen Gemeinden Klintum und Oster-Schnatebüll eingegliedert.

## Religion
In Leck gibt es zwei evangelisch-lutherische Gemeinden. Zum einen besteht die zum Kirchenkreis Nordfriesland der Evangelisch-Lutherischen Kirche in Norddeutschland gehörende deutsche Gemeinde. Diese Gemeinde verfügt über die 800 Jahre alte St.-Willehad-Kirche im Ortszentrum. Diese besitzt einen zweiflügligen Altar (Retabel) aus der Werkstatt von Claus Berg. Zum zweiten besteht die zur Dansk Kirke i Sydslesvig gehörende dänische Gemeinde, die mit der laek danske kirke über eine kleine Kirche im Ort verfügt.
Die katholische Gemeinde ist Teil der Niebüller Kirchengemeinde und gehört zum katholischen Dekanat Flensburg innerhalb des Erzbistums Hamburg. Die 1971 erbaute ehemalige katholische Kirche St. Josef in Leck wurde am 29. August 2020 profaniert.

## Politik

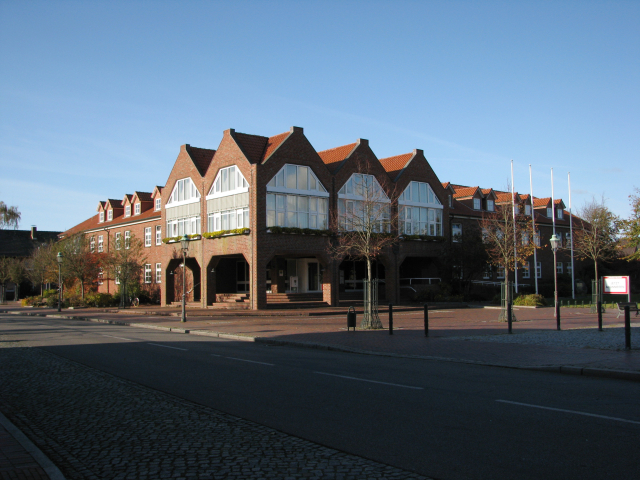
Das Rathaus in Leck

### Gemeindevertretung
Die im Rahmen der Kommunalwahlen in Schleswig-Holstein 2023 abgehaltene Gemeindewahl am 14. Mai 2023 ergab folgendes Ergebnis:
- CDU: 5
- SPD: 4
- SSW: 4
- AfD: 1
- UWL: 5

Die Wahlbeteiligung betrug 44,6 Prozent.

### Bürgermeister
Bürgermeister der Gemeinde Leck ist der wiederholt am 7. November 2021 von den Einwohnern der Gemeinde direkt gewählte Andreas Deidert (CDU).

### Bürgervorsteherin
Am 22. Juni 2023 wählten die Mitglieder der Gemeindevertretung Karin Martens (UWL) zur Bürgervorsteherin der Gemeinde Leck.

### Wappen
Blasonierung: „In Gold, über blauem Wellenbalken im Schildfuß, ein schwarzer Flechtzaun, dahinter zwei grüne Lindenbäume, zwischen deren Kronen ein roter, abwärts gekehrter Anker schwebt.".“

### Partnerschaften
- Birštonas, Litauen
- Skarszewy, Polen[21]

## Kultur und Sehenswürdigkeiten

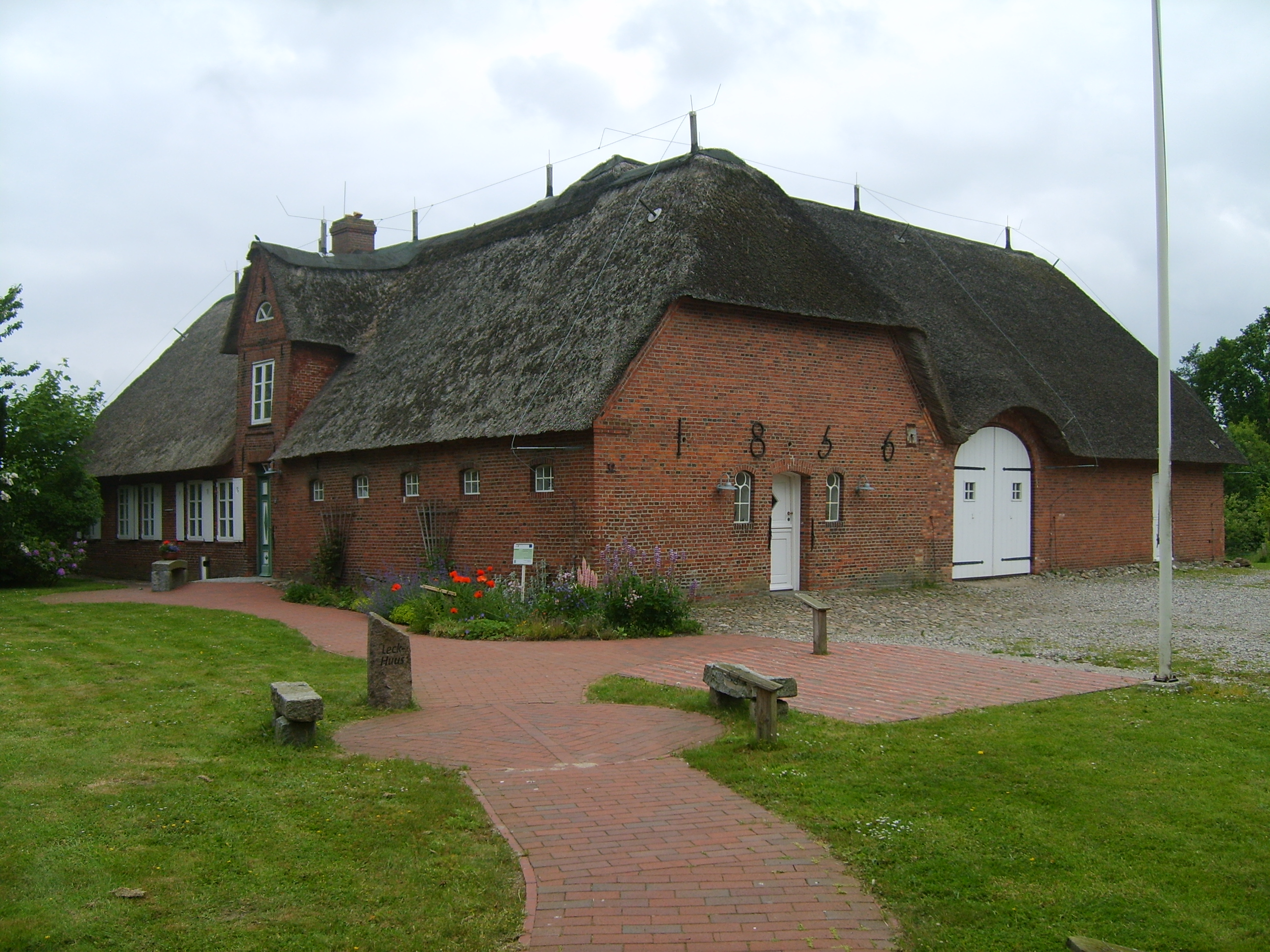
Leck-Huus
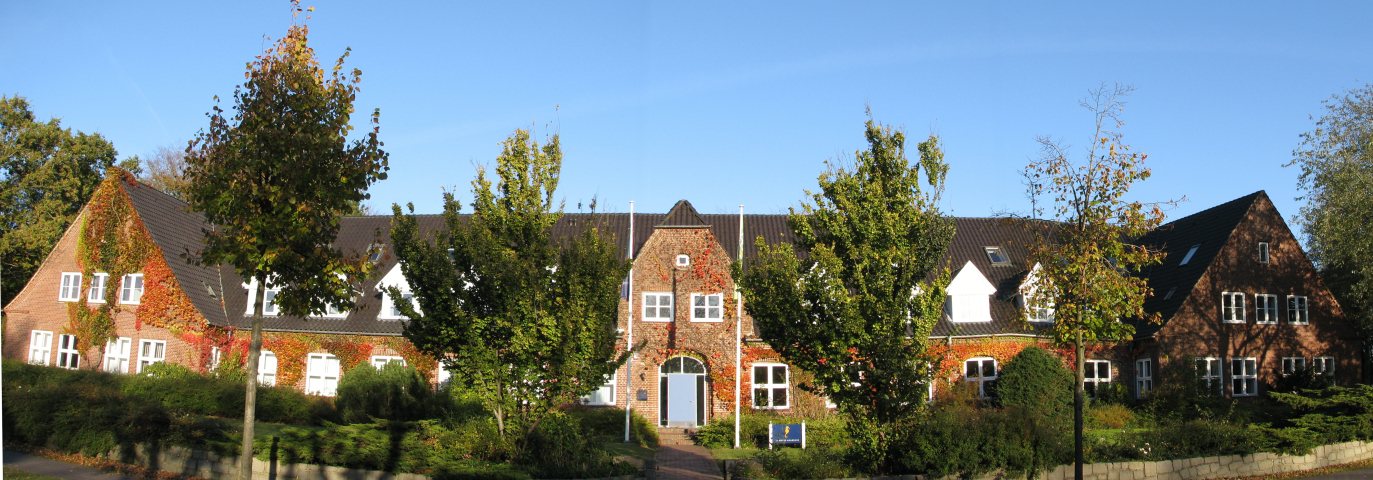
Nordsee Akademie

Im Leck-Huus, einem Geesthardenhof von 1856, werden Kulturveranstaltungen durchgeführt. Leck ist außerdem Sitz der Nordsee Akademie, einer staatlich geförderten Bildungseinrichtung des Deutschen Grenzvereins.

### Kulturdenkmale
In der Liste der Kulturdenkmale in Leck (Nordfriesland) stehen die in der Denkmalliste des Landes Schleswig-Holstein eingetragenen Kulturdenkmale.

### Vereine

#### Sport
Der 1889 gegründete Männer-Turnverein Leck bietet in 16 Sparten 18 Sportarten an.

#### Pfadfinder
In Leck besteht mit dem Stamm „Die Falken“ eine Gruppe der Pfadfindergemeinschaft.

## Wirtschaft und Infrastruktur

### Ansässige Unternehmen

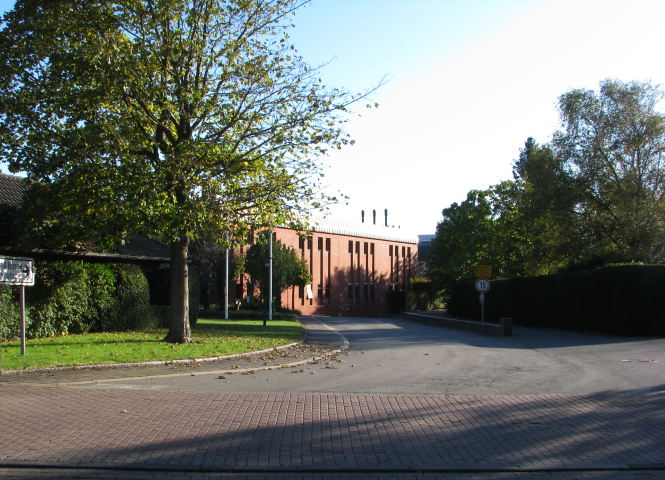
Auffahrt zur Warenannahme der Firma Clausen & Bosse
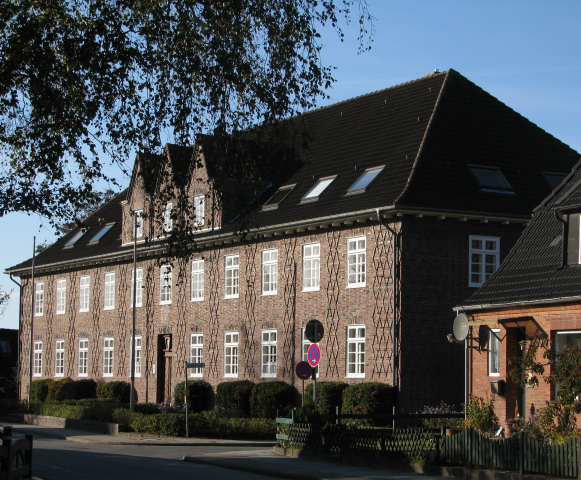
Das Finanzamt Nordfriesland mit Hauptstelle in Leck

Die Druckerei Clausen & Bosse zählt mit rund 600 Beschäftigten zu den bedeutenden Arbeitgebern. Daneben ist hier auch das Zentralfinanzamt Nordfriesland bisher mit seinem Hauptsitz ansässig.

### Bildung
Leck ist Standort einer Grund- und einer Gemeinschaftsschule sowie einer dänischsprachigen Gemeinschaftsschule.
Die Gemeinde unterhält eine eigene Bücherei mit einem Medienbestand von etwa 22.000 Büchern und digitalen Medien. Zudem befinden sich in Leck drei Haltestellen des Bücherbusses der Dänischen Centralbibliothek für Südschleswig.

### Verkehr
Leck liegt an der Bundesstraße 199. Die Entfernung zur Nordsee beträgt 20 km, zur Ostsee bei Flensburg 30 km und zur dänischen Grenze 20 km. Der Schnellbus zwischen Niebüll und Flensburg bedient mehrere Haltestellen im Ortsgebiet Leck. Außerdem ist Leck an den Bürgerbus Ladelund angeschlossen, der zahlreiche Haltestellen bis Klintum anfährt.
Ausgebaute Radwege gibt es an der B 199 nach Flensburg und Klixbüll, von Klixbüll weiter an der Bundesstraße 5 nach Niebüll und zur dänischen Grenze, an der Landesstraße L 5 nach Enge-Sande an der L 212 nach Medelby. Ansonsten findet man weitere gut ausgebaute, schwach befahrene Wege, die für Radtouren geeignet sind.
Der nordwestlich gelegene Fliegerhorst Leck der Luftwaffe wird nicht mehr für den militärischen Flugbetrieb genutzt.
Leck war wichtigster Zwischenbahnhof der Bahnstrecke Flensburg-Weiche–Lindholm, die 1981 stillgelegt wurde. Aus strategischen Gründen (NATO-Konzept) blieb die Strecke zunächst erhalten. Heute sind diese Beweggründe entfallen; trotzdem ist die Strecke weiterhin befahrbar. Ihre Wiederinbetriebnahme wurde bereits mehrfach erwogen, aber nie in die Tat umgesetzt. Dies liegt unter anderem an der parallelen Buslinie, die die Ortschaften, darunter auch Leck, besser anbindet.

### Schutzgebiete
Östlich des Hauptsiedlungskerns erstrecken sich die Teilstücke des FFH-Gebiets Wälder an der Lecker Au.

## Persönlichkeiten
- Andreas Andersen (1799–1879), Kapitän und Kommunalpolitiker, in Leck geboren
- Ludolf Conrad Hannibal Bargum (1802–1866), Präsident der Schleswig-Holsteinischen Landesversammlung und Bürgermeister in Kiel, wurde in Leck geboren
- Eduard Juhl (1884–1975), war von 1946 bis 1954 Propst der Propstei Südtondern mit Sitz in Leck
- Heinrich Kasch (1889–1941), war von 1928 bis 1933 Propst der Propstei Südtondern mit Sitz in Leck
- Roderich Cescotti (1919–2015), ehemaliger Offizier der Luftwaffe, war in Leck stationiert
- Hans Egon Petersen (1921–1982), war von 1960 bis 1972 Propst der Propstei Südtondern mit Sitz in Leck
- Greta Marcussen (1928–2015), Badmintonspielerin
- Dieter Gollek (1932–2018), war 30 Jahre lang Geschäftsführer und Komplementär des Unternehmens Clausen & Bosse in Leck
- Peter Aniol (1938–2015), ehemaliger Offizier der Luftwaffe, Landtagsabgeordneter in Schleswig-Holstein (bis 1992)
- Jochen Missfeldt (* 1941), ehemaliger Offizier der Luftwaffe und Schriftsteller, war in Leck stationiert[26]
- Gerhard Back (* 1944), ehemaliger Offizier der Luftwaffe, war in Leck stationiert
- Lorenz-Peter Schmidt (* 1949), Hochschul-Professor
- Karlheinz Viereck (* 1951), ehemaliger Offizier der Luftwaffe, war in Leck stationiert[27]
- Manfred Kohrs (* 1957), Ökonom und Künstler, war in Leck stationiert
- Michael Sturm (* 1963), Regisseur, wurde in Leck geboren.